# 仙台市若林区文化センター
仙台市若林区文化センター（せんだいしわかばやしくぶんかセンター）は、宮城県仙台市若林区にある複合施設。
1989年に移転のため廃園となった養種園 の跡地に54億円の建設費をかけ、1993年に開館。キャッチフレーズは"感動を形にする文化芸術、創造空間。がキャッチフレーズ。若林区中央市民センター、若林区情報センター、若林図書館が併設。

## 沿革
- 1991年（平成3年）9月10日 - 着工。
- 1993年（平成5年）3月31日 - 竣工。
- 1993年（平成5年）9月28日 - 開館。

## 休館日
年末年始
- 月1〜2回不定休あり[6]

## アクセス
- 電車
  - 仙台市地下鉄東西線「薬師堂駅」下車→南1出口から徒歩約15分[7]。
    - 薬師堂駅北1出口のバス乗り場2番→若林区役所前経由のバスに乗車→若林区役所前バス停下車→徒歩約3分[7]。
- バス
  - 仙台市役所・仙台駅方面から系統番号411、450、470に乗車→「若林区役所前」バス停下車→徒歩約3分[7]。

駐車場あり（58台、有料）。

## 周辺
- 若林区役所
- 聖ウルスラ学院英智小学校・中学校・高等学校
- 仙台市立南小泉小学校
- 仙台市立南小泉中学校